# Qormi
Qormi é uma cidade da ilha de Malta, em Malta, com 17287 habitantes (2019). Deve o seu título Città Pinto ao português Manuel Pinto da Fonseca, que a elevou a cidade em 1743 e lhe cedeu o seu brasão de armas.